# Песня-96
XXV песенный фестиваль «Песня года» («Песня-96») проводился в Москве, в декабре 1996 года. После исполнения гимна «Песня остаётся с человеком», на сцену вышел мэр Москвы Юрий Лужков и поздравил всех москвичей с новым, юбилейным, 1997 годом. 1-2 января 1997 года телеверсия «Песни-96» была показана на ОРТ. Ведущие фестиваля — Ангелина Вовк и Евгений Меньшов.
Фестиваль Песня-96 наравне с советскими фильмами —символ новогодних праздников, главный концерт страны, сбор главных артистов страны на одной сцене, признак стабильности. Алла Пугачева, объявив о творческом отпуске и намекая об уходе с эстрады,  в 1996 году, второй год подряд, не проводит свой фестиваль — Рождественские встречи. Не выходят передачи «Музыкальный ринг» (1984-1990, 1997-2000),  «Шире круг» (1976—1991), «Музыкальный киоск» (1962-1993). Вместе с тем на телевидении начались эксперименты по адаптации зарубежных шоу (передача «Угадай мелодию» с  1995 года и по настоящее время), выходит телепередача по поиску юных талантов «Утренняя звезда» (1991-2003), МузОбоз (1991-2000). В 1996 году «Русское радио» учредило народную музыкальную премию «Золотой граммофон», с 1992 года с «Песней года» конкурирует премия «Овация». C 1995 года в формате новогоднего концерта выходит телевизионный цикл «Старые песни о главном», призванный лечить подавленную и деморализованную страну.
«...страна прошла путь от коллективной надежды до общенациональной депрессии. Сгоревшие накопления, закрытые заводы и НИИ, бабушки, продающие хлеб вдоль обочин, чтобы хоть как-то себя прокормить. Непуганые советские люди, по привычке доверяющие телевизору, становятся жертвами адского лохотрона: «две „Волги“ за каждый ваучер», «ты не халявщик, ты партнер», «мы сидим, а денежки идут».»
Песней года, которая выходит в эфир уже 25 лет, четвертый год управляет фирма “АРС” под руководством  одного из самых востребованных сочинителей поп-музыки, продюсера Игоря Крутого. Конкуренцию ему составляли другие вершители судеб российского шоу-бизнеса: Айзеншпис, Матвиенко, Фадеев и т.д..Обратная связь со зрителями поддерживается при помощи писем. По итогам «Песни-96» выпущены альбомы, информационную поддержку которым обеспечивали «радиостанция Европа Плюс» и газета «Вечерняя Москва». После финала организованы концерты в США.

## Дебютанты фестиваля
Дебютантами фестиваля «Песня-96»стали: певица Ирина Салтыкова, группа «Иванушки Интернэшнл», Игорь Демарин, сестры Роуз, ансамбль «Золотое кольцо».

## Участники фестиваля
«Посмотрите запись «Песни-1996»: сложно передать то чувство, когда после Малинина или Добрынина, доставшихся тебе по наследству из непонятного прошлого, будто памятник Ленина в центре города, вдруг включался трип-хоповый бит и на сцене начинали танцевать трое молодых людей.»
В Песне-96 принимали участие такие известные артисты, как:
Лев Лещенко, Валентина Толкунова, Иосиф Кобзон, Валерий Леонтьев и София Ротару, Маша Распутина, Александр Малинин, Леонид Агутин, Татьяна Овсиенко, Анжелика Варум, Михаил Шуфутинский, «группа Фристайл», Лариса Долина, Филипп Киркоров, Ирина Аллегрова, Александр Серов.
Однако с точки зрения молодёжи казалось, что именно под трип-хоповый бит Иванушек наступает будущее, а Малинин, Добрынин и другие звёзды относятся к прошлому.
Алла Пугачёва была на записи Песни-96 только в качестве сопровождающей своего мужа- Филиппа Киркорова. Между ними и «АРСом» вспыхнула война, вызванная сотрудничеством супругов с фирмой «ЛИС’C».
София Ротару и Лев Лещенко оставались бессменными рекордсменами фестиваля по количеству песен, вышедших в финал.

## Именные призы
«Изюминка “Песни года” в том, что программа вроде пожилая, но все время в ней появляется что-то новое – артисты, песни...Вообще я за то, чтобы фестиваль популяризировал как можно больше талантливых песен и являл миру их авторов, которые обычно остаются в тени.»
Именных призов фестиваля были удостоены: певец Лев Лещенко (Приз имени Леонида Утесова), поэт Илья Резник (Приз имени Роберта Рождественского), Вячеслав Добрынин (Приз имени Исаака Дунаевского), певица София Ротару (Приз имени Клавдии Шульженко).

## Хиты фестиваля
Музыка 90-х годов и многие авторы стихов, композиторы и исполнители, завоевавшие популярность в те годы, остаются популярными до сих пор. Хитами стали такие лауреаты фестиваля «Песня-96», как:
- песня «Тучи» в исполнении  группы «Иванушки International»,  удостоенной упоминания в Намедни-96[15], хит 90-х[16][17]. Это был дебют "Иванушек" с Игорем Сориным на фестивале Песня года[18], а песня вошла под номером 18 в топ-100 лучших песен XX века по версии радио «Европа плюс»[19];
- песня «Радио ночных дорог» в исполнении Валерия Сюткина, покинувшего группу «Браво» и успешно начавшего сольную[14] карьеру;
- один из самых главных хитов 90-х в исполнении певицы Тани Булановой «Ясный мой свет»[16][17][18][20], который также удостоился Золотого граммофона 1996 года;
- песня-шлягер «Ах, какая женщина!»[18][20], ставшая впоследствии самой популярной  в репертуаре группы "Фристайл". Анатолий Розанов и Татьяна Назарова были удостоены, как авторы, дипломами фестиваля;
- песня «Маленькая страна» в исполнении  Наташи Королёвой, будущий хит детских праздников, утренников, выпускных[16][17][21]. Первая песня певицы, которая была сочинена не только Игорем Николаевым[18];
- песня «Школьная пора» в исполнении Татьяны Овсиенко[17];
- хит в исполнении Анжелики Варум "Зимняя вишня"[16],  название которого совпало с популярным фильмом  "Зимняя вишня" (1985 год)[18];
- песня «Зараза» в исполнении Лолиты и Александра Цекало, получившая не только диплом фестиваля, но и Золотой граммофон;
- песня «Актриса» Валерия Меладзе, автор Константин Меладзе[18][20];
- песня «Погода в доме» стала визитной карточкой[22] певицы Ларисы Долиной, хитом 90-х[16], а композитор Руслан Горобец и поэт Михаил Танич получили дипломы  фестиваля «Песня-96»[23].

## Лауреаты фестиваля
«Пока артист участвует в “Песне года”, он существует, он на коне. В противном случае у зрителей возникает естественный вопрос: “А куда же он делся?”»
Обычно авторы хитов остаются в тени, но фестиваль «Песня года» привлекает внимание именно к поэтам и композиторам. Для исполнителей участие в фестивале является подтверждением звёздного статуса.
Художественный руководитель Песни-96 Игорь Крутой отмечал, что хотя многие называют фестиваль застойным, но участие в нём это признание успеха. 
Лауреатами фестиваля Песня-96 стали: 
| №  | Название песни                 | Музыка           | Стихи                           | Исполнитель                                  |
| -- | ------------------------------ | ---------------- | ------------------------------- | -------------------------------------------- |
| 1  | «Радио ночных дорог»           | Валерий Сюткин   | Валерий Сюткин, Сергей Патрушев | Валерий Сюткин                               |
| 2  | «Ясный мой свет»               | Олег Молчанов    | Аркадий Славоросов              | Татьяна Буланова                             |
| 3  | «Ах, какая женщина»            | Анатолий Розанов | Татьяна Назарова                | группа «Фристайл»                            |
| 4  | «Дай мне слово»                | Андрей Губин     | Андрей Губин                    | Андрей Губин                                 |
| 5  | «Родители наши»                | О. Фельцман      | Ю. Гарин                        | Валентина Толкунова                          |
| 6  | «Прощай, моя блондинка»        | Д. Маликов       | В. Баранов                      | Дмитрий Маликов                              |
| 7  | «Маленькая страна»             | И. Николаев      | И. Резник                       | Наташа Королёва                              |
| 8  | «Невезуха»                     | О. Бескровный    | Г. Белкин                       | Азиза                                        |
| 9  | «Были юными и счастливыми»     | М. Минков        | Л. Рубальская                   | Лев Лещенко                                  |
| 10 | «Зимняя вишня»                 | Ю. Варум         | К. Крастошевский                | Анжелика Варум                               |
| 11 | «На Ордынке»                   | И. Крутой        | Л. Фадеев                       | Вадим Байков                                 |
| 12 | «Зараза»                       | М. Катков        | А. Цекало                       | кабаре-дуэт «Академия»                       |
| 13 | «Актриса»                      | К. Меладзе       | К. Меладзе                      | Валерий Меладзе                              |
| 14 | «Конь вороной»                 | О. Иванов        | А. Поперечный                   | Надежда Бабкина и ансамбль «Русская песня»   |
| 15 | «Благословляю этот вечер»      | И. Николаев      | С. Белявская                    | Игорь Николаев                               |
| 16 | «Школьная пора»                | И. Зубков        | К. Арсенев                      | Татьяна Овсиенко                             |
| 17 | «Остров»                       | Л. Агутин        | Л. Агутин                       | Леонид Агутин                                |
| 18 | «Бедная овечка»                | А. Свиридова     | А. Свиридова                    | Алёна Свиридова                              |
| 19 | «Ворованная ночь»              | И. Крутой        | С. Бесчастный                   | Александр Серов                              |
| 20 | «Погода в доме»                | Р. Горобец       | М. Танич                        | Лариса Долина                                |
| 21 | «Виноват я, виноват»           | А. Укупник       | Л. Рубальская                   | Филипп Киркоров                              |
| 22 | «Зайка моя»                    | С. Касторский    | В. Платицын                     | Филипп Киркоров                              |
| 23 | «Ночь любви»                   | Л. Квинт         | Н. Денисов                      | София Ротару                                 |
| 24 | «Нет мне места в твоём сердце» | В. Матецкий      | М. Файбушевич                   | София Ротару                                 |
| 25 | «Сокол ясный»                  | О. Молчанов      | А. Славоросов                   | Ирина Салтыкова                              |
| 26 | «Верю я, что повезёт»          | С. Павлиашвили   | Н. Шемятенкова                  | Сосо Павлиашвили                             |
| 27 | «Бродяга»                      | С. Тененбаум     | А. Ядров                        | сёстры Роуз                                  |
| 28 | «Тучи»                         | И. Матвиенко     | А. Шаганов                      | группа «Иванушки International»              |
| 29 | «Хочу в круиз»                 | И. Демарин       | М. Танич                        | Игорь Демарин                                |
| 30 | «Течёт ручей»                  | А. Костюк        | П. Черняев                      | Надежда Кадышева и ансамбль «Золотое кольцо» |
| 31 | «Украина-ненька»               | А. Морозов       | А. Поперечный                   | Иосиф Кобзон                                 |
| 32 | «Твой взгляд»                  | В. Добрынин      | Г. Айвазян                      | Иосиф Кобзон                                 |
| 33 | «Из-за любви»                  | В. Матецкий      | М. Файбушевич                   | Роксана Бабаян                               |
| 34 | «Самоволочка»                  | И. Матвиенко     | М. Андреев                      | группа «Любэ»                                |
| 35 | «Карусель»                     | И. Азаров        | Р. Лисиц                        | Любовь Успенская                             |
| 36 | «Прекрасное нельзя»            | А. Малинин       | Н. Зиновьев                     | Александр Малинин                            |
| 37 | «Я не вернусь»                 | И. Духовный      | К. Львович                      | Наталья Ветлицкая                            |
| 38 | «Ты меня пожалей»              | В. Добрынин      | В. Полосухин                    | Вячеслав Добрынин                            |
| 39 | «Женщина всегда права»         | В. Началов       | А. Владимирова                  | Ирина Понаровская                            |
| 40 | «Осень в Филадельфии»          | И. Крутой        | Л. Фадеев                       | Михаил Шуфутинский                           |
| 41 | «Ой, мама, ой»                 | М. Распутина     | Л. Дербенёв                     | Маша Распутина                               |
| 42 | «Позови меня в ночи»           | В. Матецкий      | И. Резник                       | Влад Сташевский                              |
| 43 | «Король сочиняет танго»        | Р. Паулс         | М. Танич                        | Лайма Вайкуле                                |
| 44 | «Пустой бамбук»                | А. Буйнов        | Н. Добрюха                      | Александр Буйнов                             |
| 45 | «Девочка по имени Хочу»        | И. Крутой        | А. Арканов                      | Ирина Аллегрова                              |
| 46 | «Я тучи разведу руками»        | И. Крутой        | И. Резник                       | Ирина Аллегрова                              |
| 47 | «Человек дождя»                | Ю. Чернавский    | А. Маркевич                     | Валерий Леонтьев                             |
| 48 | «Сокровища Чёрного моря»       | И. Крутой        | К. Арсенев                      | Валерий Леонтьев                             |
| 49 | «Москва»                       | О. Газманов      | О. Газманов                     |                                              |

## Популярные песни вне финала фестиваля Песня-96
9 января 1997 года музыкальные итоги прошедшего года подвела газета «Аргументы и факты» на основе списка специалистов из Института социологии РАН: Алла Пугачёва стала «Певицей года» (несмотря на творческий отпуск), а Киркоров победил в категории «Самый красивый мужчина, несмотря на попадание в финал Песни-96. Хит-парад Звуковой дорожки газеты «Московский комсомолец» точнее совпадал с симпатиями зрителей, чем Песня года, певцом года стал Влад Сташевский ( продюсер Юрий Айзеншпис).
В промежуточные выпуски фестиваля, но не в финал попали песни:
- «Коммунальная квартира» в исполнении группы «Дюна»
- «Не плачьте, девочки» певицы Натальи Сенчуковой
- «Белый лебедь» группы «Лесоповал»
- «Дым сигарет с ментолом» группы Нэнси.

Не попали на Песню-96 такие хиты, как:
- «Ворона» от Линды, продюсер Максим Фадеев[24][25]
- «Люди на холме», «Во время дождя», «Матерь богов» и «Нежный вампир» Наутилуса (1980-1997)  (звучат в фильме Алексея Балабанова «Брат»)
- «Любовь» от ДДТ
- «Осень» от группы Лицей
- «Утекай» от группы Мумий Тролль[24]

## Отражение в культуре
- Фильм «90-е. Весело и громко» (2019)